# Jos Frederiks
Paulus Josephus Frederiks, detto Jos (Nimega, 24 febbraio 1976), è un ex cestista olandese.

## Palmarès
- Campionato olandese: 5

EBBC Den Bosch: 1995-96, 1996-97, 2005-06, 2006-07
EiffelTowers Nijmegen: 2002-03
- Coppa d'Olanda: 3

EiffelTowers Nijmegen: 2003
EiffelTowers: 2008, 2009